# North American FJ-4 Fury
Il North American FJ-4 fu l'ultima versione dell'aviogetto North American FJ Fury realizzata dalla statunitense North American Aviation nel corso degli anni cinquanta; venne utilizzato dall'United States Navy e dall'United States Marine Corps.
Identificato con la sigla di fabbrica NA-209 rappresentava l'estrema evoluzione del precedente FJ-3: utilizzava una diversa motorizzazione e sostanziali modifiche nella struttura alare.

## Storia del progetto

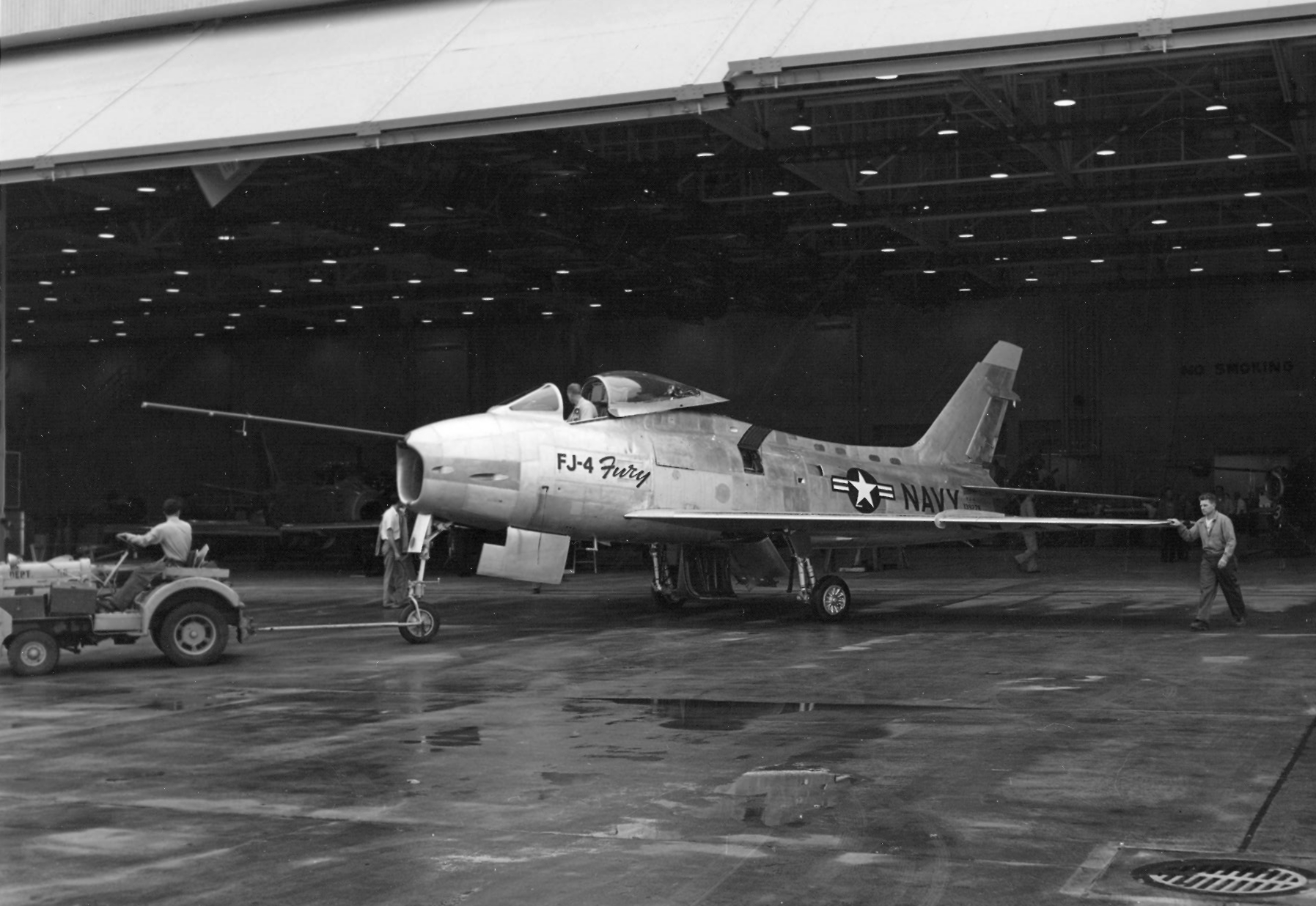
Il primo esemplare di FJ-4 poco prima del primo volo, il 28 ottobre 1954.

Poco tempo dopo aver ricevuto l'approvazione per la versione FJ-3 la North American iniziò il lavoro di sviluppo per quella che sarebbe diventata l'ultima versione del Fury: a partire dal mese di dicembre del 1953 furono realizzati due prototipi, identificati dalla sigla di fabbrica NA-208, il primo dei quali ricevette il battesimo del volo il 28 ottobre del 1954.
L'evoluzione del progetto era considerevole e le modifiche apportate alla fusoliera ed alle ali consentirono di ottenere prestazioni migliori (in termini di velocità massima ed autonomia) pur mantenendo sostanzialmente invariata la spinta generata dall'unità motrice installata. Il nuovo FJ-4 venne così ordinato in 175 esemplari, prodotti tra il 1954 ed il 1957.
Sul finire del 1956 comparve la versione FJ-4B, studiata appositamente come variante per l'attacco al suolo: caratterizzata da ulteriori rafforzamenti strutturali, si distingueva dalla versione precedente in modo particolare per l'impiego di sistemi elettronici di supporto per le missioni d'attacco; in particolare grazie alla presenza di un sistema LABS (Low-Altitude Bombing System) i Fury acquisirono capacità nucleari.
Allo standard di quest'ultima variante produttiva furono convertiti gli ultimi 25 esemplari del primo lotto della serie NA-209 in aggiunta ai quali vennero realizzati ex-novo altri 46 velivoli della stessa serie e 151 della nuova variante NA-244; l'ultimo Fury lasciò le linee di montaggio nel corso del 1958.
Una variante sperimentale, a più riprese citata dalle fonti dell'epoca, prevedeva l'impiego di un motore a razzo, in aggiunta al turbogetto, allo scopo di fornire una spinta ausiliaria nella fase di combattimento. Furono realizzati in tutto cinque esemplari di questa variante ma, analogamente ad altri progetti sviluppati intorno al medesimo concetto (quali il Republic XF-91 Thunderceptor o il francese SNCASO SO-6020 Espadon), tale versione non arrivò alla produzione in serie.

## Tecnica

### Struttura

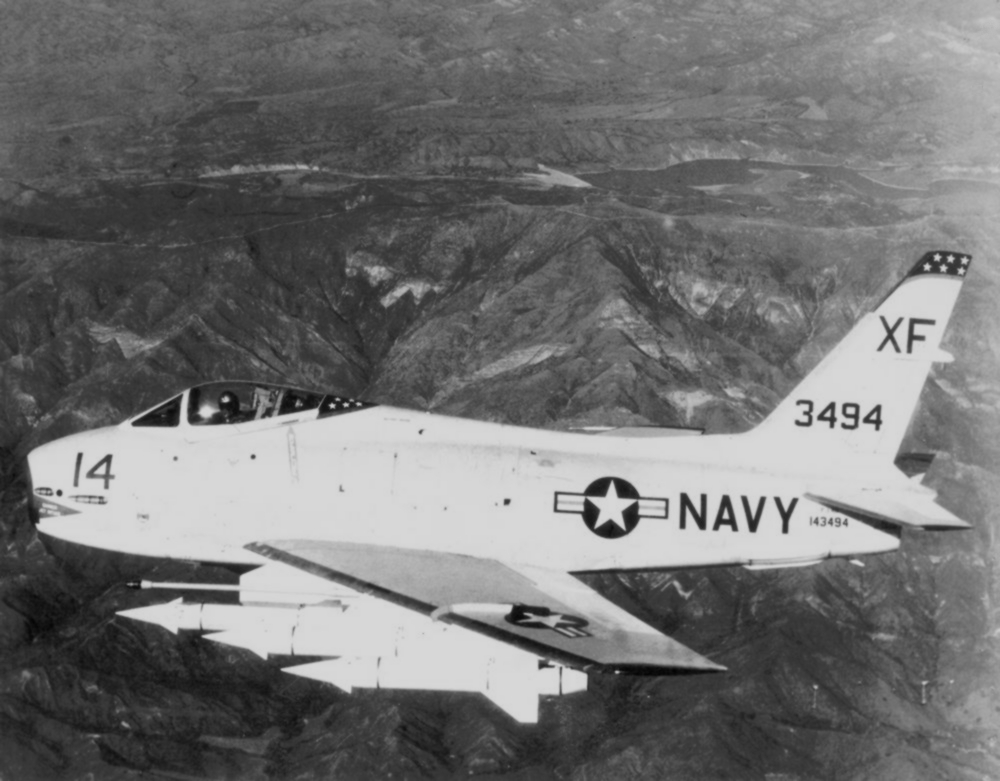
Un Fury del reparto sperimentale VX-4, dell'US Navy; si notino i 3 missili Bullpup e la sonda per il rifornimento in volo disposti sotto l'ala sinistra.

Alla base della quarta versione del Fury vi fu l'intenzione di ampliarne il raggio d'azione alla quale vennero, nel contempo, affiancate migliorie all'armamento ed alle dotazioni in quanto ad avionica.
Il risultato di tali modifiche si concretizzò in una cellula dal disegno completamente rivisitato, capace di ospitare serbatoi di carburante maggiorati (con una capacità complessiva superiore del 50% a quelli della versione FJ-3); allo stesso tempo furono rivisti il carrello d'atterraggio (dalla carreggiata più ampia), l'ala (dalla radice più ampia, ma maggiormente rastremata alle estremità) e la deriva più alta.
Ulteriore incremento delle capacità operative venne reso possibile dall'introduzione di un sistema di rifornimento in volo, mediante una sonda installata al di sotto dell'ala sinistra.

### Motore
L'unità motrice subì solo un aggiornamento marginale: ancora una volta venne impiegato il turbogetto Wright J65 (versione costruita su licenza del britannico Armstrong Siddeley Sapphire), in questo caso nella versione W-16A capace di generare una spinta pari a 34,2 kN (valore invariato rispetto alla versione W-2 che equipaggiava il Fury nella variante FJ-3).

### Armamento
L'armamento standard dell'FJ-4 era rappresentato da quattro cannoni calibro 20 mm disposti all'estremità di prua, intorno alla presa d'aria; sotto le ali erano presenti quattro piloni in grado di ospitare ciascuno un missile aria-aria AIM-9 Sidewinder.
La versione FJ-4B era caratterizzata dalla presenza di sei piloni sub-alari per l'impiego dei missili aria terra AGM-12 Bullpup: nello specifico potevano essere montati cinque missili mentre il sesto pilone alloggiava la centralina per il controllo del tiro (il Bullpup era un missile a guida radio, controllato direttamente dal pilota dal suo abitacolo).
Come già accennato, gli FJ-4B erano dotati anche di un sistema LABS per il controllo del bombardamento in cabrata, tecnica con la quale potevano essere effettuate missioni di attacco con l'impiego di armi nucleari.

## Impiego operativo

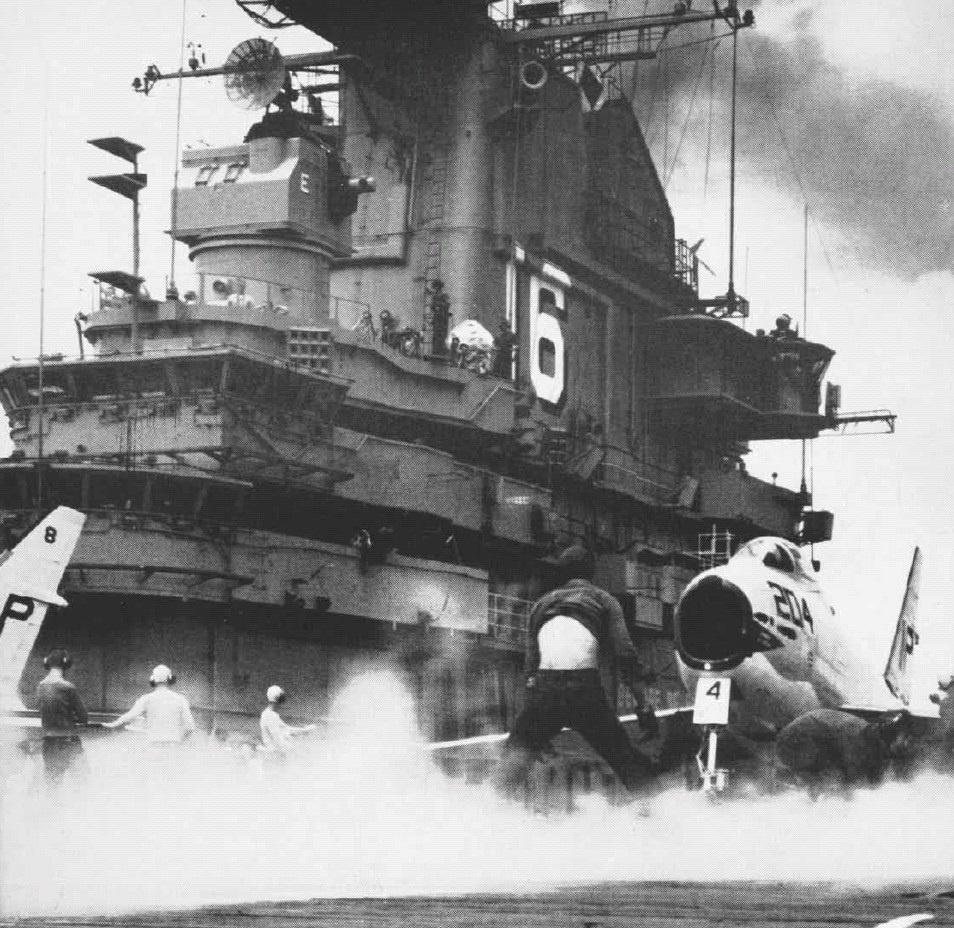
Due FJ-4B appartenenti all'attack squadron VA-212 sul ponte della portaerei in una foto del 1960.

Le consegne ai reparti dei Fury nella versione FJ-4 ebbero inizio nei primi mesi del 1955. La quasi totalità degli esemplari costruiti venne impiegata in reparti dell'U.S. Marine Corps; le rare eccezioni riguardarono i velivoli che l'U.S. Navy impiegò per l'addestramento dei propri piloti all'impiego dei velivoli della versione FJ-4B.
I Fury ebbero modo di prendere parte alla guerra del Vietnam anche se il loro impiego risulta limitato ad alcuni reparti dei Marines e per un ridotto numero di missioni in territorio laotiano.
A partire dal settembre del 1962 le designazioni dei velivoli delle forze armate statunitensi vennero ridefinite con l'impiego di uno schema unificato: il Fury abbandonò l'iniziale designazione di FJ (sigla che identificava in tal modo il primo caccia impiegato dalla U.S. Navy realizzato dalla North American Aviation) acquisendo la nuova codifica di F-1. Nello specifico i velivoli della serie FJ-4 vennero identificati F-1E e la versione cacciabombardiere FJ-4B divenne AF-1E.
Sul finire dello stesso anno i Fury vennero trasferiti ai reparti della Air Force Reserve dove prestarono servizio fino al 1965, anno in cui furono definitivamente radiati.

## Versioni
I dati sulle versioni sono tratti da "US Warplanes.net", tranne dove diversamente indicato.

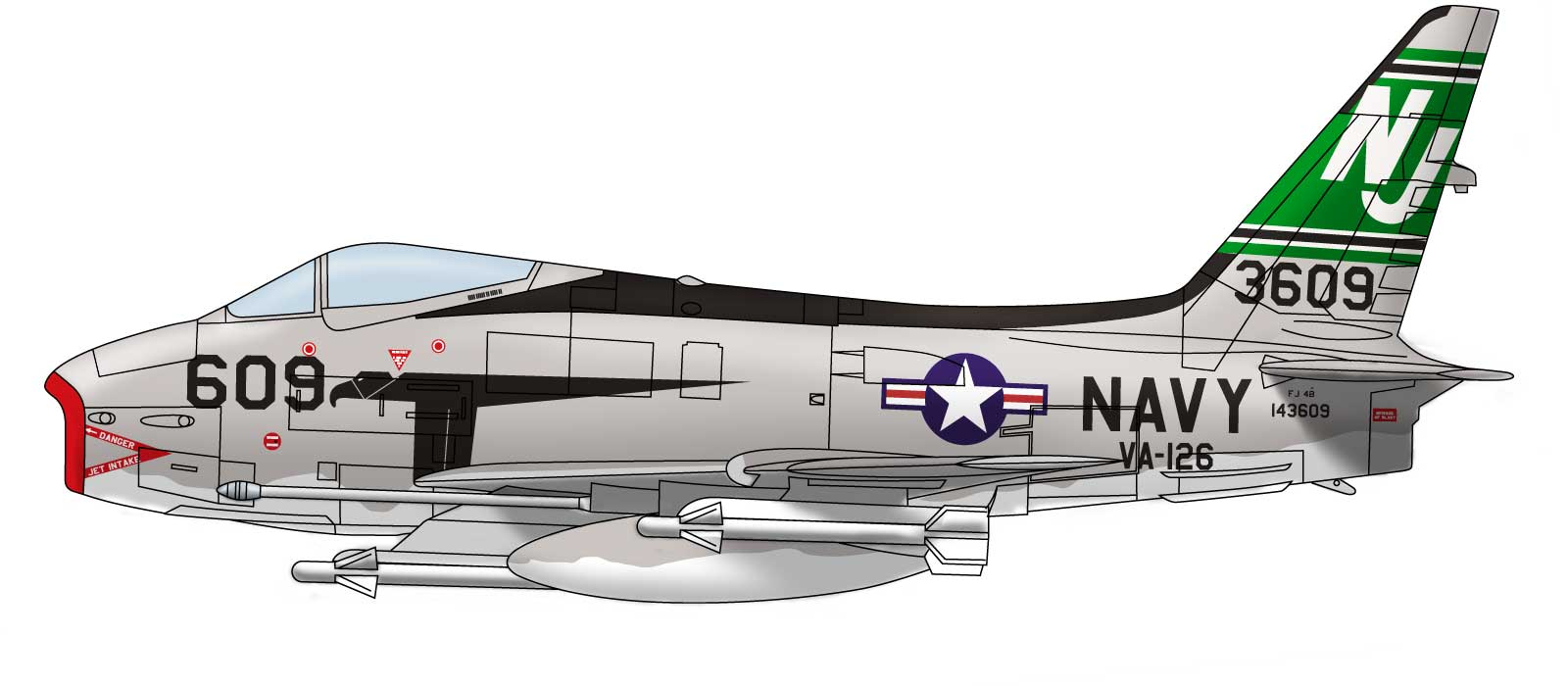
Riproduzione di un FJ-4B del VA-126 (U.S. Navy Attack Squadron VA-126) di base alla Naval Air Station Miramar nel 1958.

- XFJ-4: due prototipi della quarta versione di serie (NA-208). Rispetto alla versione precedente presentavano modifiche sostanziali alla fusoliera ed alle ali; il motore era il Wright J65-W-16A[3]
- FJ-4: ultima versione per un velivolo da caccia (NA-209). Prevedeva una sostanziale riprogettazione della fusoliera (che poteva alloggiare il 50% di carburante in più rispetto alla precedente), delle ali e dei piani di coda; venne realizzata in 150 esemplari. Tutti i quattro piloni alari erano stati adattati per ospitare i missili Sidewinder. Versione ridenominata in F-1E dal 1962;
  - YFJ-4: denominazione assegnata ad un singolo velivolo (della serie FJ-4) modificato ed impiegato per lo svolgimento di test (divenne YF-1E);
  - FJ-4F: cinque esemplari di FJ-4 modificati con l'installazione di un motore a razzo ausiliario;
- FJ-4B: versione cacciabombardiere. Furono costruiti complessivamente 222 velivoli (71 della serie NA-209 e 151 della serie NA-244) che montavano 6 piloni alari (anziché 4) ed erano dotati di freni aerodinamici; mediante l'ausilio di un sistema LABS (acronimo di Low-Altitude Bombing System) i Fury di questa versione potevano impiegare armi nucleari in missioni di bombardamento in cabrata[3]. Tra le armi che potevano essere impiegate, il missile aria-terra AGM-12 Bullpup: nei sei piloni subalari erano alloggiati cinque missili e la centralina di controllo[3]. Dopo il 1962 i velivoli di questa versione vennero ridenominati AF-1E.
  - YFJ-4B: velivoli (numero non specificato) della serie FJ-4B impiegati in test (ridenominati YAF-1E).

## Utilizzatori
Stati Uniti
- United States Navy
- United States Marine Corps